# Presidencia de Ilham Aliyev
Ilham Aliyev es el 4.º presidente de la República de Azerbaiyán. Inició su primer período en 2003. Ganó las elecciones en cuatro ocasiones más (2008, 2013, 2018 y 2024) y fue reelecto presidente de Azerbaiyán.

## Elecciones
Por primera vez participó en las quintas elecciones presidenciales en la historia de la República de Azerbaiyán en 2003. El 13 de octubre fue realizados las elecciones y el 28.º Tribunal Constitucional de la República de Azerbaiyán declaró la victoria de Ilham Aliyev en las elecciones con 76.84%. En 31 de octubre se celebró la ceremonia de inauguración del nuevo presidente.
En 2008 las elecciones presidenciales se celebraron el 16 de octubre. En las elecciones participaron 7 candidatos de 6 partidos. Ilham Aliyev del partido “Nuevo Azerbaiyán” ganó las elecciones con el 88,73% de los votos. 
El 24 de octubre de 2008 en el palacio de Heydar Aliyev se realizó la ceremonia de inauguración del presidente.
El 9 de octubre de 2013 en Azerbaiyán se celebraron las séptimas elecciones presidenciales, en las que participaron 10 candidatos, y entre ellos tenían lugar Ilham Aliyev, Djamil Hasanli, Hafiz Hadjiev, Iqbal Aghazadeh, Ilyas Ismailov, Faradj Guliyev,  Gurat Gasanguliyev, Araz Alizades, Sardar Mammadov, y Zahid Orudj. Según los resultados triunfó Ilham Aliyev con 84.54 % de los votos.
El 19 de octubre en el edificio de la Asamblea Nacional de la República de Azerbaiyán se realizó la ceremonia de inauguración del presidente recién elegido.
El 11 de abril de 2018 por el orden del Presidente del 5 de febrero de 2018 en Azerbaiyán se celebraron las elecciones presidenciales anticipadas. Por los resultados de las elecciones el presidente actual de Azerbaiyán Ilham Aliyev fue reelegido cuarta vez con 86,22% de los votos. El 18 de abril se realizó la ceremonia de inauguración del presidente.

## Política interior
Uno de los primeros documentos, firmados por el presidente en su primer mandato fue la disposición sobre “Las medidas para impulsar el desarrollo social económico de la República de Azerbaiyán”.
El 26 de octubre de 2005 firmó la disposición sobre la aprobación de “Estrategia de empleo de la República de Azerbaiyán” para los años 2006 - 2015.
El 19 de enero de 2006, el presidente Ilham Aliyev firmó un decreto “sobre modernización del sistema judicial”, según el que fueron creados nuevos tribunales en las regiones, así como nuevos tribunales de apelación en 6 regiones de Azerbaiyán. Los tribunales de apelación de las regiones se constan de cuatro grupos: civil, penal, militar y administrativo-económico. 
El 28 de febrero de 2012 en Bakú se celebró la conferencia, dedicado a los resultados de tercer año de la realización de “Programa Estatal del desarrollo social económico de la región de la República de Azerbaiyán” para los años 2009 - 2013, en la que participó Ilham Aliyev y analizó los objetivos alcanzados y los planes para la futura realización del programa.
Por el orden del presidente de la República de Azerbaiyán desde 13 de junio de 2012 sobre “Establecimiento de la Agencia estatal sobre los servicios a ciudadanos e innovaciones sociales bajo el presidente de la República de Azerbaiyán y sobre las medidas de mejoramiento de los servicios, prestados a los ciudadanos” fue creado el centro “ASAN”.
El 29 de diciembre de 2012 firmó el orden sobre la aprobación de la Concepción del desarrollo “Azerbaiyán 2020: visión del futuro”. En 2013 con el objetivo de la ampliación del ámbito del estudio y propaganda de la lengua azerbaiyana en el marco de la Concepción del Desarrollo “Azerbaiyán 2020: visión al futuro” afirmó el “Programa del uso de la lengua azerbaiyana en las condiciones de la globalización en concordancia de los requisitos del tiempo y desarrollo de idiomas en el país”.
El 17 de enero de 2013 firmó un orden sobre la creación del Comité institucional para organización de los Juegos Europeos 2015 en Bakú. 
El 13 de febrero de 2014, con el objetivo de mantenimiento de transparencia, eficacia y aceleración del proceso, firmó la orden sobre el establecimiento del Tribunal Electrónico.
El 14 de febrero de 2014 con el objetivo del mantenimiento del desarrollo de la cultura azerbaiyana y su integración exitosa a la cultura mundial firmó un orden sobre la afirmación del "Concepto de cultura de República de Azerbaiyán". 
El 13 de mayo de 2015 participó en la ceremonia de apertura de Velopark.
El 4 de mayo de 2016 en el marco del servicio "ASAN" firmó la orden sobre la creación de los centros "ASAN kommunal", que prevé la realización de los servicios comunales.
El 10 de enero de 2018 firmó una disposición sobre la declaración del año 2018 “Año de la República Democrática de Azerbaiyán” en honor del 100.º aniversario de la independencia.
El 29 de enero de 2018 participó en la conferencia, dedicada a los resultados del cuarto año de la realización del Programa estatal del desarrollo social-económico de las regiones en los años 2014-2018. 
El 8 de febrero de 2018 en el Centro de Heydar Aliyev comenzó a trabajar en el VI congreso del partido "Nuevo Azerbaiyán". El presidente del partido Ilham Aliyev participó en el congreso y lo presentó con un discurso.
El 3 de abril de 2019 Presidente se firmó la ley sobre la profundización de las reformas en el sistema judicial.
Según el sondeo realizado por la compañía francesa “OpinionWay” en Azerbaiyán en 2019, más de 80 % de los encuestados estimaron la más fructífera la actividad del presidente actual en conservar la actual estabilidad social y económico-social.

## Política exterior
El 28 de abril de 2006 en Washington, en la Casa Blanca, mantuvo un encuentro con el presidente de los Estados Unidos George Bush. En el encuentro ambas partes mantuvieron negociaciones sobre la realización del proyecto Bakú-Tbilisi-Ceyhan, así como sobre la situación en la región y en la escena internacional.
El 29 de mayo de 2013 en Bakú se celebró el Foro azerbaiyano-americano, en cuya ceremonia de apertura que participó Ilham Aliyev. 
El 21 de septiembre de 2017, en Nueva York y dentro del marco de la 72.ª Asamblea de la ONU, Ilham Aliyev se encontró con el presidente de los Estados Unidos Donald Trump.
El 29 de marzo de 2019 en Viena, capital de Austria.entre el presidente de Azerbaiyán, Ilham Aliyev, y el primer ministro de Armenia, Nikol Pashinián, fue celebrado primera reunión privada.  Los copresidentes del Grupo de Minsk emitieron la declaración conjunta sobre los resultados de la reunión de Viena

### Аsistencia humanitaria

#### 2018
El 8 de осtubre Azerbaiyán envía la asistencia humanitaria a Indonesia por valor de 50.000 dólares.

#### 2019
El 13 de diciembre según la orden del Presidente Ilham Aliyev de eliminar las consecuencias del terremoto de magnitud 6,4 en Albania del 26 de noviembre, el gobierno de Azerbaiyán proporcionó una asistencia por valor de 500.000 euros a Albania.

#### 2020
El 20 de febrero Azerbaiyán prestó asistencia financiera por valor de 50.000 dólares a Australia debido a los incendios forestales que se produjeron a finales de 2019.
El 22 de mayo Azerbaiyán proporcionó a Ucrania 23 toneladas de ayuda humanitaria para contrarrestar el coronavirus, incluidas mascarillas médicas, trajes protectores, termómetros, desinfectantes y otros equipos.
El 10 de junio en relación con la crisis humanitaria que se está produciendo en el Yemen, por orden del presidente Ilham Aliyev, el Gabinete de Ministros ha asignado al Yemen recursos financieros por valor de 25.000 dólares para la asistencia humanitaria. El 10 de junio Azerbaiyán también prestó asistencia humanitaria por valor de $ 300,000 а Palestina con el motivo de aliviar el sufrimiento humano y apoyar los esfuerzos para prevenir la propagación de una nueva cepa del coronavirus.

#### 2021
Con el objetivo de apoyar la eliminación de las consecuencias del terremoto del 15 de enero en la isla de Sulawesi, Indonesia, por instrucciones de Ilham Aliyev Azerbaiyán envía ayuda humanitaria por un monto de 50 mil dólares estadounidenses.

#### 2022
Azerbaiyán envía regularmente ayuda humanitaria (equipos médicos, medicamentos y alimentos) a Ucrania durante la Guerra Rusia-Ucrania.

#### 2023
Azerbaiyán apoyaba a Turquía desde los primeros días del terremoto y continuará con su ayuda humanitaria para eliminar las consecuencias y superar los daños causados por el terremoto. Azerbaiyán también envía un equipo de 370 personas del Ministerio de Situaciones de Emergencia para ayudar.